# Chroboly
Chroboly (deutsch Chrobold) ist eine Gemeinde in Tschechien. Sie liegt acht Kilometer südöstlich von Prachatice und gehört zum Okres Prachatice.

## Geographie

### Lage

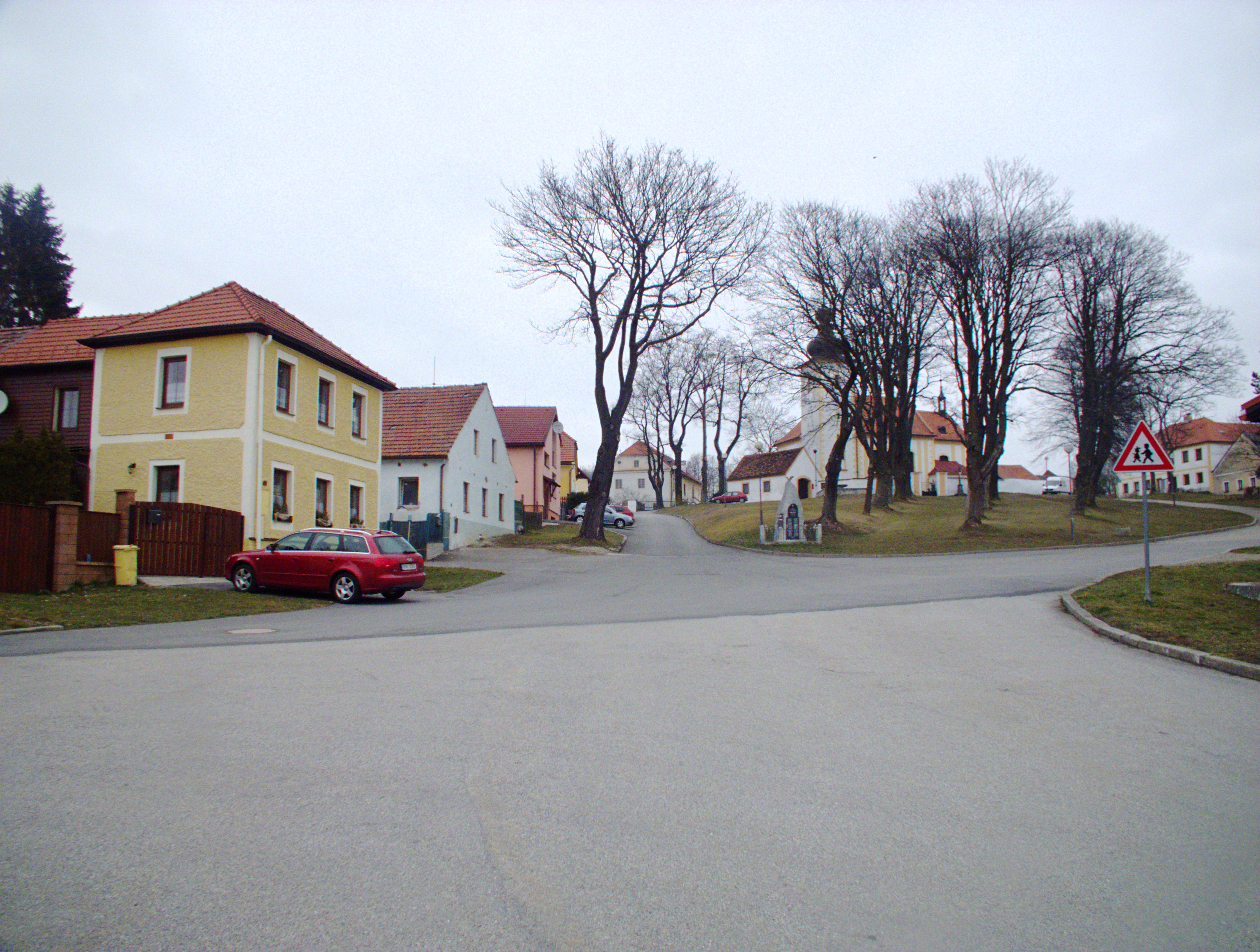
Dorfplatz

Chroboly befindet sich südöstlich des Libín (1095 m) im Vorland des Böhmerwaldes. Im Westen erhebt sich der Rohanovský vrch (1010 m). Das Dorf liegt auf einem Pass im Quellgebiet des Živný potok und des Chrobolský potok. Östlich liegt das Tal des Zlatý potok. Am westlichen Ortsrand verläuft die um den Libín führende Trasse der Eisenbahn zwischen Volary und Prachatice, an der Chroboly eine Bahnstation besitzt.
Nachbarorte sind Jelemek und Frantoly im Norden, Klenovice, Mičovice und Jáma im Nordosten, Příslop im Osten, Záhoří und Ktiš im Südosten, Miletínky und Ovesné im Süden, Koryto im Südwesten, Podlesí, Skříněřov und Sviňovice im Westen sowie Lučenice und Leptač im Nordwesten.

### Gemeindegliederung
Die Gemeinde Chroboly besteht aus den Ortsteilen Chroboly (Chrobold), Leptač (Rohn), Lučenice (Luzerier), Ovesné (Harberles), Příslop (Proslop), Rohanov (Tonnetschlag) und Záhoří (Zaborsch). Zu Chroboly gehören außerdem die Wohnplätze Doubrava (Doberauer), Jelení Hora (Hirschenberg), Planská (Planskus) und Podlesí (Führnwald) sowie die Wüstung Lažíšťko (Schlag). Grundsiedlungseinheiten sind Chroboly, Lažíšťko, Leptač, Lučenice, Ovesné, Příslop, Rohanov und Záhoří.
Das Gemeindegebiet gliedert sich in die Katastralbezirke Chroboly, Lažíšťko, Leptač, Ovesné, Příslop, Rohanov u Prachatic und Záhoří u Chrobol.

### Nachbargemeinden
| Prachatice | Nebahovy                                    | Mičovice |
| Zbytiny    | Kompassrose, die auf Nachbargemeinden zeigt | Lhenice  |
| Křišťanov  |                                             | Ktiš     |

## Geschichte
Chroboly wurde zu Beginn des 14. Jahrhunderts durch das Kloster Sancta Corona im Wald Strobole gegründet. Erstmals urkundlich erwähnt wurde das Dorf im Jahre 1317. Nach der Zerstörung des Klosters im Jahre 1420 fiel Chroboly an die Rosenberger und wurde der Herrschaft Krumlov angeschlossen.
Am 31. Mai 1808 zerstörte ein Großbrand 14 Gehöfte. Das Pfarrhaus, die Schule und Kirche konnten noch vor dem Übergriff der Flammen bewahrt werden. 1946 fand eine Vertreibung der deutschböhmischen Bewohner Chrobolys statt.

## Sehenswürdigkeiten
- Kirche Mariä Himmelfahrt, der seit 1360 nachweisbare gotische Bau wurde 1754–58 barock umgestaltet
- neogotische Wallfahrtskapelle der Jungfrau Maria von Lourdes, nördlich des Dorfes am heiligen Brünnl im Wald, erbaut 1902–1903 und renoviert in den 2010er Jahren.
- Wassermühle Keplův mlýn am Zlatý potok
- Roteiben von Chroboly

## Persönlichkeiten
- Josef Dichtl (1910–1986), der Mundartdichter wirkte als Pfarrer in Chrobold
- Eusebius Schenck  (1569–1628), Mediziner